# Рейтц, Владимир Николаевич фон
 Влади́мир Никола́евич фон Рейтц (нем. Thomas Woldemar von Reitz ); (29 декабря 1838 (10 января 1839) — 28 августа (10 сентября) 1904, Санкт-Петербург) — потомственный дворянин, тайный советник, доктор медицины, профессор, основатель и первый заведующий курсом детских болезней Клинического института Великой Княгини Елены Павловны, один из основоположников Санкт-Петербургской и Российской школы врачей-педиатров. Происходит из семьи балтийских немцев, евангелическо-лютеранского вероисповедания.

## Биография
Подробных сведений о юных годах В. Н. Рейтца обнаружить не удалось. По косвенным сведениям он родился в семье петербургского купца Николая Генриха Рейтца. По данным же Эрика Амбургера гимназию Владимир Рейтц закончил в 1856 году в Казани. С высокой долей вероятности можно предположить, что род Рейтцев происходил из Прибалтики. По крайней мере, когда В. Н. Рейтцу было пожаловано потомственное дворянство, его имя было записано в IV часть родословной книги, куда вносились фамилии Остзейских немцев.
В 1856 году В. Н. Рейтц приехал в Петербург и поступил в Императорскую Медико-хирургическую академию. Ещё студентом он пришёл на кафедру акушерства, где под руководством талантливого врача, профессора Антона Яковлевича Крассовского с увлечением занялся исследовательской работой. Именно в эти годы на кафедре делались первые шаги по организации в ближайшем будущем самостоятельной клиники и кафедры детских болезней, что, вероятно, и повлияло на выбор Владимиром Николаевичем своей дальнейшей профессии.
В 1860 году, получив серебряную медаль, В. Н. Рейтц был выпущен лекарем, с оставлением на три года при Академии, как тогда писали: «для дальнейшего научного совершенствования». Кроме клиники профессора А. Я. Крассовского, куда был определён Владимир Николаевич, он стал работать в Санкт-Петербургском Воспитательном доме, на материале которого предполагал выполнить своё диссертационное исследование.
Впервые в истории Медико-хирургической академии В. Н. Рейтцем была сформулирована тема по несуществующей ещё специальности «педиатрия». Он назвал её: «Значение термометрии в детских болезнях». Диссертация с присвоением ученой степени доктора медицины, была успешно защищена Владимиром Николаевичем в 1863 году.
В том же году В. Н. Рейтц получил назначение старшим врачом в один из драгунских полков, но к службе не приступал, поскольку почти сразу с «научной целью» был командирован на длительный срок за границу в Вену. Как образно писал его коллега М. Л. Абельман, Вена в те годы служила своеобразной «Меккой для врачей всего света…». Здесь Владимиру Николаевичу посчастливилось поработать с такими корифеями науки, как Карл Рокитанский, Йозеф Шкода, Эрнст Брюкке. Дольше всего в 1867 году он совершенствовался в лаборатории профессора Саломона Штрикера.

### Во главе Елизаветинской детской больницы для малолетних детей
Вернувшись в Россию, в 1869 году В. Н. Рейтц возглавил Елизаветинскую больницу для малолетних детей (известную в советское время как детская больница им. Пастера). Вторая в Санкт-Петербурге детская больница, формально она была открыта ещё в 1844 году. Тогда это было небольшое приспособленное помещение в здании на Михайловской площади, ранее принадлежавшее городскому голаве Ивану Фёдоровичу Жербину. Из-за аварийного состояния в 1848 году больница была переведена сначала в дом № 2 по улице 10-й роты Измайловского полка, а в 1862 году и вовсе закрыта. Первым главным врачом больницы был назначен доктор медицины Мейер, который в разные годы именовался то Эрнстом Александровичем, то Юлием Яковлевичем. Вскоре его сменил Фёдор Карлович фон Ваксман. Оба эти врача не имели никакой подготовки по детским болезням, и педиатрия их не увлекала.
В 1868 году попечительским советом и прежде всего Великой Княгиней Еленой Павловной было принято решение открыть больницу вновь, но уже в специально построенном для этой цели здании. По аналогии с Детской больницей принца Петра Ольденбургского, строительство которой как раз подходило к концу, к проектированию больницы, помимо архитектора Р. А. Гёдике решено было привлечь её будущего главного врача. Выбор пал на В. Н. Рейтца, который будучи в Европе, как в недавнее время К. А. Раухфус, подробно ознакомился с устройством детских стационаров в Австрии и Германии. Усилиями Владимира Николаевича, особое внимание при строительстве было обращено на гигиенические условия здания, устройство наиболее рациональных и безопасных систем отопления и вентиляции.
Основной корпус больницы на набережной реки Фонтанки, в доме 146 был освящен 21 мая 1871 года. Фактически, после девятилетней паузы была открыта больница не только в новом здании, но и с полностью сменившимся коллективом. С прежней больницей её связывало лишь название. В последующие годы усилиями Владимира Николаевича постепенно вошли в строй и другие здания комплекса: каменный павильон для заразных больших, отдельное каменное здание для дифтеритных больных, павильон для реконвалесцентов, дезинфекционная камера. 35 лет Николаевич был директором этого учреждения и до последней минуты своей жизни не переставал заботиться о ней.
Детище В. Н. Рейтца — детская больница им. Пастера просуществовала до начала 90-х годов XX века, когда после распада СССР была бездумно ликвидирована чиновниками. В её помещении расположился противотуберкулёзный диспансер.

### В Клиническом институте Великой Княгини Елены Павловны
Не успел В. Н. Рейтц открыть свою больницу, как в том же 1871 году в Санкт-Петербурге и вновь под патронажем Великой Княгини Елены Павловны, было начато строительство института «для научно-практического совершенствования врачей», который уже после её смерти получил название Клинический институт Великой Княгини Елены Павловны. Войдя в состав Учредительной Комиссии, а с момента образования в 1873 году Ведомства учреждений Великой Княгини Елены Павловны в состав его Совета, В. Н. Рейтц много сделал для организации института. Весьма важным оказался тот факт, что архитектором института был назначен Р. А. Гёдике, с которым со времён строительства детской Елизаветинской больницы у Владимира Николаевичем сложились самые добрые рабочие взаимоотношения. Заслуги В. Н. Рейтца были оценены по достоинству. В 1890 году, вскоре после открытия Клинического института он был избран его почётным профессором. Почти одновременно с этим Владимиру Николаевичу был присвоен чин тайного советника и пожаловано потомственное дворянство.
В. Н. Рейтцу принадлежит заслуга и в организации курса по детским болезням, который к концу его работы в институте был преобразован во вторую в Санкт-Петербурге кафедру детских болезней. Он возглавил курс в год открытия института и бессменно руководил им почти до своей кончины. Преподавание детских болезней было организовано в стенах руководимой Владимиром Николаевичем Елизаветинской больницы для малолетних детей и Детской больницы принца Петра Ольденбургского, где В. Н. Рейтц и сотрудники его курса несли значительную лечебно-консультативную нагрузку. Большая личная дружба связывала Владимира Николаевича с главным врачом больницы Карлом Андреевичем Раухфусом. Ко всему прочему, В. Н. Рейтц в течение многих лет безвозмездно консультировал больных в Максимилиановской лечебнице для приходящих больных, директором которой был его коллега по Елизаветинской больнице, известный петербургский педиатр Фридрих Карлович Арнгейм.
В. Н. Рейтц предпринял огромные усилия по реорганизации своего курса в полноценную кафедру детских болезней. В 1904 году, когда все необходимые для этого решения, наконец, были приняты, в связи с полным расстройством здоровья он оставил службу в Императорском клиническом институте, передав управление вновь созданной кафедрой профессору Александру Андреевичу Руссову. Через несколько месяцев Владимир Николаевич скончался.
Учёный ушёл из жизни в Петергофе в 11 часов утра 28 августа 1904 года, всего через 4 недели после рождения там 30 июля цесаревича Алексея Николаевича. Учитывая то серьёзное заболевание (гемофилия), которым страдал наследник и которое проявило себя пупочным кровотечением уже в периоде новорожденности, можно с большой долей вероятности предположить, что Владимир Николаевич был привлечен лейб-педиатром К. А. Раухфусом к лечению цесаревича и по этой причине оказался в Петергофе. Как видно, эта поездка оказалась для него роковой.
Похоронен профессор Владимир Николаевич фон Рейтц на Смоленском лютеранском кладбище. К настоящему времени сохранилось полуразрушенное надгробие на его могиле.

## Семья
Жена: Юлия Ивановна ур. Паллизен (Julie Adelaide Wilhelmina Pallisen) (23.10.1850 Санкт-Петербург — 11.02.1933 Ленинград) — дочь генерального консула Дании, а позже выборгского купца 1 гильдии Ивана Оттоновича Паллизена (Hans Jessen Pallisen) (29.05.1815-20.07.1881 Санкт-Петербург). Похоронена рядом с мужем.
Сыновья:
- Густав Владимирович (1876—1948) — В 1920-е гг. сотрудничал с В. П. Бехтеревым. Занимался проблемами парапсихологии. Автор ряда научных работ, в том числе по судебной психиатрии, истории психиатрии, по психологии гениальности. Врач-психиатр, затем главный врач больницы св. Николая Чудотворца. Был женат на Наталье Исидоровне Борейша — племяннице одного из первых петербургских педиатров  — Дмитрия Петровича Борейши; Длительное время Рейтц был близким другом Софьи Островской, выполняя роль не только психотерапевта, но и исповедника[11].
- Владимир Владимирович (1880—1941) — литературовед, заведующий отделением инкунабул Императорской Публичной библиотеки[12].

Брат: Август Николай Рейтц (1837—1873) — купец 2-й гильдии, владелец Мелового завода на Большой Никольской ул., д 12.

## Вклад в педиатрию
- Ранние научные работы В. Н. Рейтца, выполненные им под руководством Саломона Штриккера во время стажировки в Вене, носили экспериментальный характер и были посвящены изучению искусственно воспроизведенного крупозного воспаления трахеи у кроликов. Одна из глав монографии С. Штриккера, выпущенная вскоре после этого, была полностью подготовлена В. Н. Рейтцем по результатам этих работ;
- В 60 — 70 годы XIX века своими исследованиями на материале Елизаветинской больницы и Воспитательного дома В. Н. Рейтц впервые привлек внимание медицинской общественности к высокой частоте смертельных осложнений в ответ на оспенную прививку. Главной причиной такого исхода он назвал развитие септических осложнений и рожистого воспаления. В своих выводах В. Н. Рейтц даже ставил вопрос о самой целесообразности продолжения дальнейших массовых прививок против оспы, но одновременно обсуждал и методы предупреждения осложнений;
- Подробно изучая клинику дифтерии, которая в 70-е годы была одной из важнейших причин высокого уровня смертности детей, В. Н. Рейтц опроверг господствовавшее мнение о ней, как о болезни начинающейся сначала местно, и лишь затем уже переходящей в общий инфекционный процесс. Такое понимание привело к изменению тактики лечебных мероприятий с отчётливым позитивным результатом. В своей монографии 1880 года «Дифтерия» В. Н. Рейтц впервые предложил стройную и научно обоснованную систему профилактических мероприятий в очаге этой инфекции;
- Впервые в своих трудах В. И. Рейтц поставил вопрос о том, что далеко не каждый сердечный шум у ребенка свидетельствует о наличии порока сердца. Твердая убежденность в противоположном существовала в конце XIX века как в западной литературе, так и среди российских врачей. Долгое время медицинская общественность не принимала во внимания доказательства правоты Владимира Николаевича. Понятие «функциональный сердечный шум[14]» появилось гораздо позже;
- Капитальным трудом В. Н. Рейтца оказалось его руководство под названием «Введение к изучению болезней детского возраста» изданное в 1879 году и переизданное уже в 1882 году. Это второе издание было переведено на немецкий язык и в 1883 году издано в Германии. После «Педиятрики» С. Ф. Хотовицкого выпущенной тридцатью двумя годами ранее, но не получившей широкого распространения, руководство В. Н. Рейтца оказалось первым, причём признанным не только в России, но и за её пределами;
- Дальнейшим развитием руководства стали «Лекции по патологии и терапии детского возраста», изданные в 1895 году. По свидетельству М. Л. Абельмана эти Лекции, по существу, «…стали первым оригинальным учебником по детским болезням на русском языке и долгое время он служил русским врачам единственным пособием для изучения детских болезней».

## Некоторые научные труды
- Рейтц В. Н. Значение термометрии в детских болезнях. Дис. на степ. д-ра мед. лекаря Владимира Рейтца. — СПб.: тип. Деп. внеш. торг., 1863. — 25 с.
- Рейтц В. Н. Дифтерия /Д-р В. Рейтц, гл. врач Елизаветин. клинич. б-цы для малолет. детей. — СПб.: К. Риккер, 1880. — 148 с.
- Рейтц В. Н. Критический взгляд на оспопрививание /Д-р В. Рейтц, гл. врач Елизаветин. клинич. б-цы для малолет. детей. — СПб.: тип. Я. Трея, 1873. — 72 с.
- Рейтц В. Н. По поводу обязательного оспопрививания /[Соч.] Д-ра В. Рейтца. — СПб.: тип. Я. Трея, 1876. — 45 с.
- Рейтц В. Н. Лекции по патологии и терапии детского возраста /[Соч.] д-ра В. Рейтца, гл. врача Елизаветин. дет. больницы для малолет. детей, почет. проф. Клинич. ин-та Вел. Княгини Елены Павловны. — СПб.: К.Л. Риккер, 1895. — 495 с.
- Рейтц В. Н. Введение к изучению болезней детского возраста /[Соч.] Д-ра В. Рейтца, гл. врача Елизаветин. клинич. больницы для малолет. детей. — СПб.: тип. (бывшая) А.М. Котомина, 1879. — 251 с.
- Рейтц В. Н. Очерк пятидесятилетней деятельности Елизаветинской клинической больницы для малолетних детей. 1844-1894 / В конце предисл.: сост. В. Рейтц. — СПб.: тип. Э. Гоппе, 1894. — 224 с.
- v. Reitz W. Untersuchungen ueber die künstlich erzeugte croupöse Entzündung der Luftroehre. — Sitz. d. Acad. d. Wissensch, 1867.
- v. Reitz W. Ueber die passiven Wanderungen von Zinnoberkörnchen durch den tierischen Organismus.
- v. Reitz W. Beiträge zur Kenntniss des Baues der Placenta des Weibes.
- v. Reitz W. О строении детского места. — 1871. — (Handbuch der Lehre von den Gewehen des Menschen u. der Tiere).
- v. Reitz W. Grundzüge der Physiologie, Patologie u. Therapie des Kindesalters. — 1883.

## Адреса в Петербурге
В 1895-98 гг. В. Н. Рейтц проживал по адресу Екатерингофский пр., д. 65, затем в здании Елизаветинской больницы для малолетних детей — наб. реки Фонтанки, д. 152.

## Награды
- Орден Святого Станислава 3-й ст.
- Орден Святой Анны 3-й ст.
- Орден Святого Станислава 2-й ст. (1871).
- Орден Святой Анны 2-й ст. (1875).
- Орден Святого Владимира 3-й ст. (1881)
- Орден Святого Станислава 1-й ст. (1883).
- Орден Святой Анны 1-й ст. (1886).
- Орден Святого Владимира 2-й ст. (1892)[15]